# Atrichopogon circatheca
Atrichopogon circatheca är en tvåvingeart som beskrevs av Bose och Gupta 2003. Atrichopogon circatheca ingår i släktet Atrichopogon och familjen svidknott. Inga underarter finns listade i Catalogue of Life.